# San Nicolás el Oro
San Nicolás el Oro är en ort i kommunen El Oro i delstaten Mexiko i Mexiko. Samhället hade 1 222 invånare vid folkräkningen år 2020.